# Ana Sofia Reventlow
Ana Sofia Reventlow (dinamaquês: Anna Sophie; Randers, 1 de abril de 1693 – Randers, 7 de janeiro de 1743) foi a segunda esposa do rei Frederico IV e rainha consorte do Reino da Dinamarca e Noruega de 1721 até 1730. Ana Sofia tornou-se oficialmente rainha após a morte de Luísa de Mecklemburgo-Güstrow, primeira esposa de Frederico, entretanto ela e o rei eram casados morganaticamente desde 1712, vivendo em bigamia. Era filha de Conrado, Conde Reventlow, e Ana Gabel.

## Bigamia
Ana Sofia era filha do conde Conrado de Reventlow que foi o primeiro chanceler da Dinamarca entre 1699 e 1708. Em 1711, o rei apaixonou-se por ela num baile de máscaras e quis ter-la como sua amante. A mãe de Ana recusou-se a permitir que tal acontecesse, por isso, em 1712, o rei levou-a até Skanderborg Slot onde os dois se casaram numa cerimónia celebrada por Thomas Clausen.
A esposa oficial do rei, a duquesa Luísa de Mecklemburgo-Güstrow, ainda estava viva, mas o rei já tinha cometido bigamia antes com Isabel Helena de Vieregg. A igreja dinamarquesa não tinha proibido o rei de cometer poligamia, visto que existiam doutrinas baseadas em poligamia bíblica por parte dos patriarcas hebreus. Ana tornou-se princesa e duquesa de Schleswig. Em 1713, recebeu o feudo de Vallø.

## Rainha
A 4 de abril de 1721, pouco depois da morte da rainha Luísa, o rei casou-se com Ana Sofia uma segunda vez. Desta vez o casamento foi formal e cheio de cerimonial. Apesar de ter provocado grande escândalo entre a nobreza dinamarquesa e pela realeza europeia, Frederico recusou-se a considerar o casamento morganático, visto que cumpria as normas da época de que a realeza se podia casar com nobres oficializados bem como com os seus próprios súbditos. O rei reconheceu Ana Sofia como sua rainha e a sua coroação realizou-se em Maio de 1721. Muitos referem-se a ela como a primeira rainha morganática da Dinamarca, mas na verdade o mesmo já tinha acontecido com Ulvhild Håkansdotter. Nasceram três filhos da união, mas todos morreram com um ano de idade. Muitos viram este facto como um castigo pela bigamia do rei.
O príncipe-herdeiro Cristiano, que tinha sido muito chegado à sua mãe, odiava-a profundamente. Os seus cunhados, o príncipe Carlos e a princesa Sofia Edviges, deixaram a corte em protesto, mas a sua enteada, a princesa Carlota Amália, mostrou-lhe compaixão. Em 1725, o rei fez um testamento para garantir os direitos de Ana Sofia após a sua morte e obrigou o filho a assiná-lo.
Os parentes de Ana Sofia, conhecidos por "Gang Reventlow", habitantes de Reventlow e membros da família Holstein foram colocados em altas posições. A sua irmã, a condessa Cristina Sofia Holstein, que era chamada de Madame Chanceler, tinha grande influência sobre os assuntos de estado. Ana foi acusada de nepotismo, mas não se sabe se chegou a ter influência política sobre o marido ou se queria apenas fortalecer a sua posição na corte. A sua recomendação era importante para qualquer pessoa que desejasse obter algo do rei. Por causa das suas doações a viúvas e aos pobres era chamada de Protectora das Classes Baixas, mas não existe informação sobre a sua popularidade junto do povo.

## Viuvez
Após a morte de Frederico em 1730, Ana Sofia foi expulsa de Copenhaga e mandada para a sua casa natal, o Castelo de Clausholm na Jutlândia. Era tratada por rainha Ana Sofia e não rainha Ana Sofia da Dinamarca e da Noruega ou rainha-viúva. Foi colocada praticamente sob prisão domiciliária o resto da vida, não tendo permissão de sair de casa sem a permissão do rei. Dedicou o resto da vida à religião. Após a sua morte, o rei Cristiano concedeu o seu desejo de ser enterrada na Capela Real e permitiu luto público em sua memória.

## Descendência
- Cristina Amália da Dinamarca (23 de Outubro de 1723 - 7 de Janeiro de 1724), morreu aos dois meses de idade.
- Frederico Cristiano da Dinamarca (1 de Junho de 1726 - 15 de Maio de 1727), morreu aos onze meses de idade.
- Carlos da Dinamarca (16 de Fevereiro de 1728 - 8 de Julho de 1729), morreu aos quinze meses de idade.